# Thorsten Schmidt (Verleger)
Thorsten Schmidt (* 8. September 1965 in Schönebeck (Elbe)) ist ein deutscher Verleger, Publizist und Fotograf.

## Leben
Schmidt wuchs in Calbe (Saale) auf und gründete im Alter von 25 Jahren am 1. Juni 1990 in Wernigerode am Harz den Schmidt-Buch-Verlag. Zum Verlagsprogramm des Buchhändlers gehörte zunächst die Herausgabe von Postkarten, ein neuer Stadtführer von Wernigerode sowie ein Harz-Reiseführer. Nach ersten Erfolgen wurde das Verlagsprogramm wesentlich erweitert. Es konzentriert sich heute hauptsächlich auf die Herausgabe von Reiseführern, Wander- und Freizeitkarten. Von 1991 bis 2003 produzierte der Verlag auch Bildkalender zu den Themen Straße der Romanik, Harzer Schmalspurbahnen, Harz und Wernigerode. Darüber hinaus hat er u. a. in enger Zusammenarbeit mit dem Wernigeröder Regionalhistoriker und Kulturpreisträger Uwe Lagatz mehrere Standardwerke zur Geschichte von Stadt und Grafschaft Wernigerode vorgelegt. Außerdem verfasste er selbst mehrere Kunstführer zur Straße der Romanik. Illustriert werden die Veröffentlichungen durch Abbildungen, die Thorsten Schmidt als Fotograf meist selbst aufgenommen hat.

## Werke
- Links und rechts der Straße der Romanik. Der Ergänzungsband zu weiteren romanischen Bauwerken im mittleren Deutschland. 4., völlig überarbeitete Auflage. Schmidt, Wernigerode 2003, ISBN 3-928977-24-5.
- mit Marion Schmidt, Günther Herlitze u. a.: Der Harz. Ein praktischer Reiseführer durch Deutschlands nördlichstes Mittelgebirge. 4., völlig überarbeitete Auflage. Schmidt, Wernigerode 2003, ISBN 3-928977-48-2 (Das Reisehandbuch).
- mit Marion Schmidt und Helga Neumann: Romanik in Mitteldeutschland. 4. Auflage. Wernigerode 2004, ISBN 3-928977-29-6.
- mit Jürgen Korsch: Der Brocken – Berg zwischen Natur und Technik. 5. Auflage. Schmidt-Buch-Verlag, Wernigerode 2006, ISBN 3-928977-59-8.
- mit Marion Schmidt: Wernigerode – Der Stadtführer. 11., aktual. Auflage. Schmidt-Buch-Verlag, Wernigerode 2010, ISBN 978-3-928977-08-1.